# Tetralonioidella fukienensis
Tetralonioidella fukienensis är en biart som beskrevs av Maurits Anne Lieftinck 1983. Tetralonioidella fukienensis ingår i släktet Tetralonioidella och familjen långtungebin. Inga underarter finns listade i Catalogue of Life.